# هيفايستيون
كان هيفايستيون (باليونانية: ιστίωναep Hephaistíon؛ 356 قبل الميلاد-أكتوبر 324 قبل الميلاد)، ابن أمينتور، نبيلًا مقدونيًا قديمًا وقائدًا في جيش الإسكندر الأكبر. وكان «أعز أصدقاء الملك على الإطلاق، فقد ترعرع مع الإسكندر وشاركه كل أسراره.» استمرت هذه العلاقة طوال حياتهما، وقارناها هما والآخرين، بعلاقة أخيل وباتروكلس.
كانت مسيرته العسكرية مميزة. فقد كان أحد الحراس الشخصيين للإسكندر الأكبر، ثم أصبح قائد سلاح الفرسان المرافق له وعُهد إليه بالعديد من المهام الأخرى خلال حملة العشر سنوات للإسكندر في آسيا، بما في ذلك البعثات الدبلوماسية، وتجسير الأنهار الرئيسية وحصار وتأسيس المستوطنات الجديدة. إلى جانب كونه جنديًا ومهندسًا ودبلوماسيًا، فقد تراسل مع الفيلسوفين أرسطو وزينوقراط ودعم الإسكندر بفعالية في محاولاته لدمج الإغريق والفرس. جعله الإسكندر معاون القائد رسميًا عندما عينه قائد ألف رجل (سيليرخوس) للإمبراطورية. كما جعله جزءًا من العائلة الملكية عندما قدم له عروسه درايبتس، أخت زوجته الثانية ستاتيرا، وكلتاهما ابنتا داريوس الثالث من بلاد فارس. عندما توفي فجأة في إكباتان عن عمر يناهز الثانية والثلاثين، طغى الحزن على الإسكندر. قدم الإسكندر التماسًا إلى الوسيط الروحي (الأوراكل) في واحة سيوة لمنح هيفايستيون مكانة إلهية، لذا كُرّم هيفايستيون كبطل إلهي. أُحرقت جثته وأُخذ رماده إلى بابل. وفي ذكرى وفاته بعد ثمانية أشهر فقط، كان الإسكندر ما يزال يخطط لبناء صرح دائم لذكرى هيفايستيون.

## مسيرته
تعلم هيفايستيون القتال والركوب جيدًا منذ سن مبكرة، بسبب مشاركته تربية الإسكندر. كانت تجربته الأولى في الأعمال العسكرية هي الحملة ضد التراقيين على الأرجح، عندما كان الإسكندر وصيًا، تلاها حملة الدانوب لفيليب الثاني (342 قبل الميلاد) ومعركة خيرونيا (338 قبل الميلاد) عندما كان ما يزال مراهقًا. لم يرد ذكر اسمه في قوائم الضباط رفيعي المستوى خلال المعارك المبكرة لحملة الإسكندر الدانوب (335 قبل الميلاد) أو غزو بلاد فارس. ولم يرد ذكر أسماء أصدقاء الإسكندر المقربين الآخرين ومعاصريه، ما يشير إلى أنهم اكتسبوا ترقياتهم بجدارتهم.
لم تكن مسيرة هيفايستيون مسيرة عسكرية فقط. فقد شارك أيضًا منذ بدايته في مهام خاصة، كانت دبلوماسية أحيانًا، وفنية أحيانًا أخرى. يرد أول ذكر لمسيرته في المصادر في مهمة دبلوماسية بالغة الأهمية. بعد معركة إسوس (333 قبل الميلاد) عندما كان الإسكندر يتقدم جنوبًا على الساحل الفينيقي وبعد حصوله على استسلام صيدا، «أُذن لهيفايستيون بتعيين أحد أهالي صيدا على العرش ممن يعتبرهم الأكثر استحقاقًا لهذا المنصب الرفيع». أخذ هيبهادوس بالمشورة المحلية واختار رجلاً له صلة بعيدة مع الأسرة الملكية، ولكن حولته أمانته إلى العمل كبستاني. تمتع هذا الرجل، أبدالونيموس، بمسيرة ملكية ناجحة، مبررًا اختيار هيفايستيون تمامًا.